# نانوباکتری

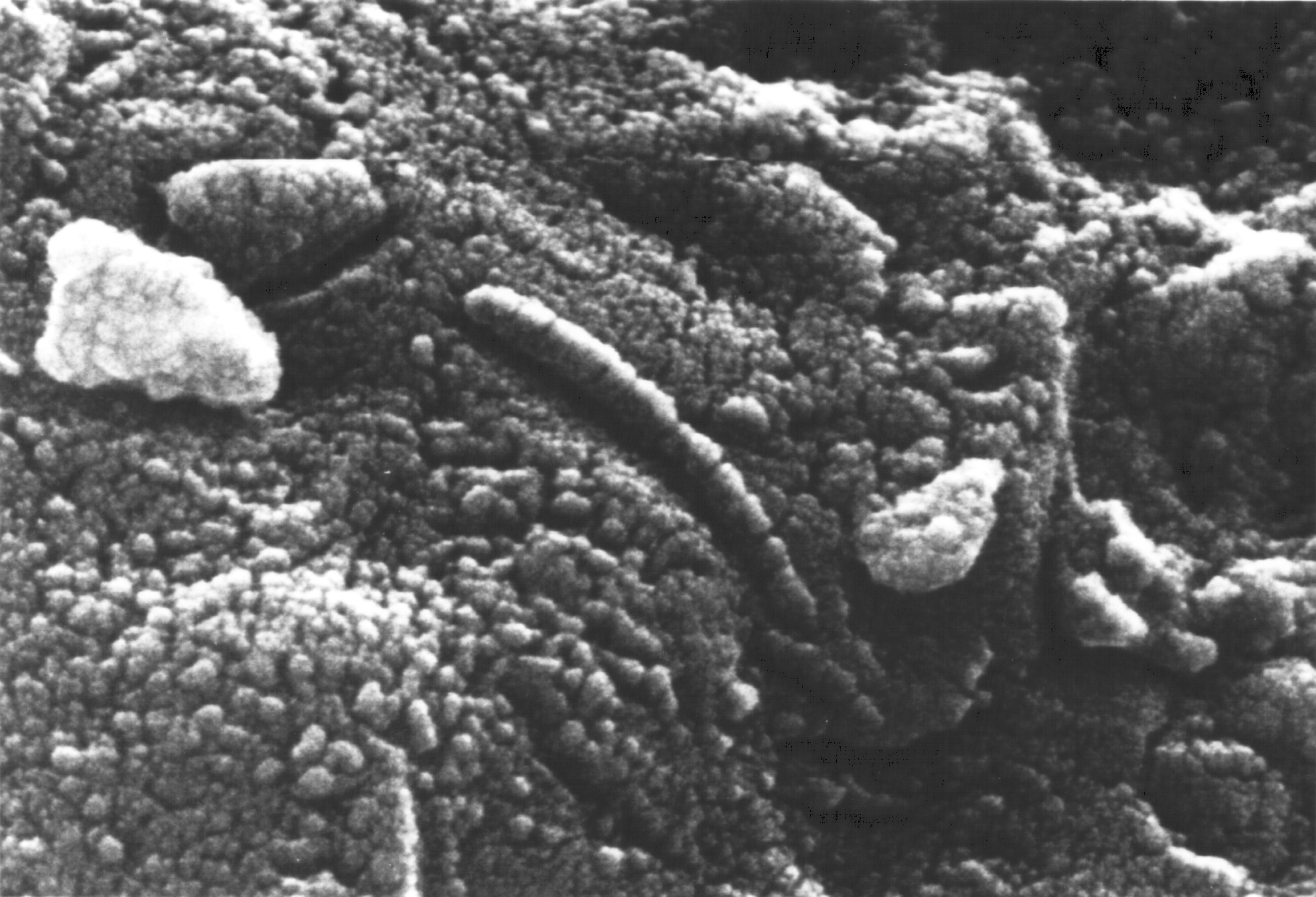
ساختارهای نانوباکتریایی سطح شهابسنگ مارتیان آلن هیلز ۸۴۰۰۱

نانو باکتری نام همگانی است که به طبقه‌ای از میکروارگانیسم‌ها به ویژه میکرو ارگانیسم‌های واجد دیواره سلولی با اندازه‌ای بسیار کوچکتر از حداقل اندازهٔ پذیرفته شده برای حیات گفته می‌شود. نانو باکتری‌ها اندازه‌ای نزدیک ۲۰۰ نانومتر دارند؛ این اندازه از میکرو ارگانیسمها به راستی کوچکترین حدی است که از راه میکروسکوپ نوری استاندارد قابل مشاهده‌است.
چنانچه اعضای متعلّق به این دسته واجد ویژگی‌های همگانی حیات همانند هموستازی، رشد، تکثیر و فرآوری همانند باشند در اینصورت فرم نوینی از حیات زنده محسوب می‌شوند، از این رو به کار بردن واژهٔ میکرو ارگانیسم به اعضای این دسته همچنان به نام موضوعی بحث‌برانگیز مطرح است. برای بازگشت به اعضای متعلّق به این شکل ویژه و بی‌همتا از حیات واژهٔ نانو ذرات دسته‌بندی شده (Calcifying nanoparticles) نیز بکار رفته‌است.
نکتهٔ چشمگیر در رابطه با نانو باکتری‌ها این است که هرچند نانوب‌ها در مواردی همراه با نانو باکتری‌ها مشاهده می‌شوند و همراه آن‌ها به فعالیّت می‌پردازند ولی ندانسته واژهٔ نانو باکتری نیز به آن‌ها گفته می‌شود. این در حالی است که طی پژوهش‌های گذشته هیچ مستنداتی بر پایه وجود ارتباط حیاتی مابین اعضای این دو دسته ارائه نشده‌است.

## تاریخچه

### پژوهش‌های سالهای ۱۹۸۱ تا ۱۹۹۲
در سال ۱۹۸۱ تورلا و موریتا سلول‌های بسیار ریزی را مشاهده کردند که کوچکتر از ۳۰۰ نانومتر بوده و آن را Ultramicrobacteria نامیدند. یک سال بعد یعنی در سال ۱۹۸۲ مک دونالد و هود مشاهده کردند که این سلول‌ها قادرند از غشایی به ضخامت ۲۰۰ نانومتر عبور کنند. در سال ۱۹۸۹ رابرت فالک زمین‌شناس به هنگام بررسی نمونه سنگ‌های تراورتن چشمه‌های آب داغ «ویتربو» ایتالیا نانو ذراتی را جداسازی کرد که آن را Nannobateria (وی از دو حرف n جهت نامگذاری این نانو ذرات بهره‌گیری کرد) نامید. فالک زمانی که نمونه‌هایش را با میکروسکوپ الکترونی بررسی کرد، ذرات کروی کوچکی یافت که شبیه بقایای فسیلی باکتری‌ها بود. مانند باکتری‌ها، این حباب‌های کوچک هم دیواره‌های سلولی و برآمدگی‌های سطحی داشتند اما اندازه آن‌ها خیلی کوچکتر از هر نوع باکتری شناخته شده‌ای بود. معمولاً باکتری‌ها خود ابعاد میکرومتری دارند. اما فسیلهای بررسی شده توسط فولک حدود ۵ تا ۱۰۰ برابر کوچکتر از یک باکتری معمولی، بین ۱۰ تا ۲۰۰ نانومتر بودند. این نانوموجودات، بقایایی مربوط به دوره‌های پالئوزوییک و مزوزوییک بودند. او در جمع‌بندی کارهایش چرخه ایجاد هر دو نوع ماده آلی و معدنی را از همان رگه‌های زمین‌شناسی که در آن پیدا شده بودند، تعیین کرد.
پژوهش‌های نخستین در رابطه با باکتریایی بودن علّت ته‌نشینی تراورتن با بکارگیری میکروسکوپ الکترونی اسکن‌کننده بر روی نمونه‌های معدنی که آنسان که پیداست فاقد هر گونه آلودگی باکتریایی بودند حضور ذرات بسیار ریزی را آشکار ساخت که دارای خصوصیات حیاتی بودند. فالک در نخستین سخنرانی خود در سال ۱۹۹۲ تحت عنوان <<Silence Stony A Mostly Elicited>>
در گردهمایی سالیانه انجمن زمین‌شناسی آمریکا با گذاشتن نام نانو باکتری بر روی این دسته از نانو ذرات، آن‌ها را به نام ذرات بنیادی در فرایند ته‌نشینی (Precipitation) همه مواد معدنی و کریستال‌هایی که در آب پایه‌ریزی می‌شوند معرّفی کرد. او همچنین علّت همگی فرایندهای اکسیداسیونی که روی فلزات صورت می‌گیرد را به این دسته از باکتری‌ها نسبت داد که فراوان در نمونه‌های متداول بیولوژیکی یافت می‌شوند.

### مشاهدات سال ۱۹۹۶
یافته‌های فولک تا سال ۱۹۹۶ خیلی مورد توجه قرار نگرفت تا در آن سال محققان ناسا از جمله " مک کی " شواهدی را به چاپ رساندند مبنی بر اینکه شهاب سنگی متعلق به مریخ، با نام 84001ALH (آلن هیلز ۸۴۰۰۱) که در قطب جنوب پیدا شده‌است که نانوفسیل‌های مشابهی را دربردارد. قدمت این فسیل‌ها به حدود چهار و نیم میلیارد سال پیش بازمی‌گشت. این محققان دنبال چیزی شبیه به نانوباکتری بودند اما ذرات مغناطیسی و سولفید آهن را در هیدروکربن‌های آروماتیک مارپیچ پیدا کردند. این مواد خام همگی در فرایندهای زیستی دخالت
دارند و این می‌توانست با حیات در ارتباط باشد. گزارش "مک کی" و در نتیجه مطالعات اولیه فولک با بازار گرمی رسانه‌ها و همچنین شک و جدل‌های زیاد در مجامع علمی مواجه شد. منتقدان می‌گفتند ادعاهایی که در مورد کوچکترین مخلوقات مطرح شده همگی بر اساس ظاهرشان است، بدون آنکه تا به حال شهودی بر زنده بودن آن‌ها باشد. علاوه بر این، وجود نانوموجودات در ابعادی که حتی برای تأمین حیات در یک سازوکار تک سلولی کافی نیست، مورد شک و تردید بود. یک ژن دو رشته‌ای حدود ۲ نانومتر و ریبوزوم‌های پروتئین ساز سلولی حدود ۲۰ نانومتر هستند

### مشاهدات سالهای ۱۹۹۸ تا ۲۰۰۰
در سال ۱۹۹۸ گونهٔ Nanobacterium sanguineum از سوی یک پژوهشگر فنلاندی به نام Olavi Kajander و یک پژوهشگر ترک تبار به نام Neva Ciftcioglu به نام عامل پاتوژنیک در پایه‌ریزی سنگ‌های کلیه معرّفی شد. بر پایه مشاهدات این دو پژوهشگر این نانو ذرات پاتوژنیک در محیط‌های کشت میکروبی توانایی خود همانندسازی دارند و ژنوم این ساختارها از راه رنگ آمیزی قابل مشاهده‌است.
در سال ۲۰۰۰ یک تیم پژوهشی به رهبری John Cisar دندانپزشک، فرایند خود همانندسازی نانو باکتری‌ها را شکلی غیرمعمولی از رشد کریستالی شناسایی نمودند و DNA ی مشاهده شده در آزمایش‌های پژوهشگران فنلاندی را برآمده از آلودگی نوکلئیک اسیدی برآمده از باکتری‌های محیطی اعلام داشتند. امّا از آنجا که گروه پژوهشی Cisar نتایج خود را تنها بر پایه محیط‌های کشت نانو باکتریایی خودشان و بدون بکارگیری نمونه‌های بکار گرفته شده در آزمایش‌های پژوهشگران فنلاندی انتشار داده بودند مورد قبول خرده گیران واقع نشد زیرا آن‌ها باور داشتند بدون این مهار، پدیدهٔ مورد مطالعه بدست گروه پژوهشی سیزر و پژوهشگران فنلاندی متفاوت خواهد بود.
دکتر Kajander و Ciftcioglu در سال ۲۰۰۰ شرکتی به نام «Nanobac Oy» را در فنلاند راه اندازی کردند که در سال ۲۰۰۳ با یک کمپانی پژوهشی واقع در استان فلوریدای آمریکا به نام «Nanobac Pharmaceuticals» که بدست Gary Mezo راه اندازی شده بود، ادغام گردید. این کمپانی با هدف فرآوری کیت‌های تشخیص پزشکی جهت شناسایی نانو باکتری‌ها و توسعهٔ درمان‌های دارویی جهت رویارویی با بیماری‌های برآمده از ته نشست کلسیم (Calcification-associated disease) به توسعهٔ مفهوم نانو باکتری‌ها پرداخت. این اقدام پژوهشگران فنلاندی از سوی خرده گیران به نام راهبردی جهت متقاعد نمودن جوامع علمی بر صحّت نتایج آزمایش‌های آنان تلقّی شد.

### مشاهدات سال ۲۰۰۴
در ماه آوریل سال ۲۰۰۴ میلادی شرکت Nanobac Pharmaceuticals در نشریه متعلّق به این کمپانی اعلام داشت که رابطه‌ای نیرومند میان آنتی‌بادی فرآوری شده علیه نانو باکتری‌ها و بیماری کلسیفیه شدن عروق کرونری (Coronary artery disease) هست. (کلسیفیه شدن عروق کرونری احتمال ابتلا به بیماری‌های عروق کرونری را افزایش می‌دهد). این نتایج به‌دنبال بکارگیری کیت‌های تشخیصی فرآوری شده بدست این شرکت بر روی ۱۹۸ بیمار در مرکز بیمارستانی واشینگتن حاصل شد.
در ماه مه ۲۰۰۴ تیم پژوهشی کلینیک مایو، متشکّل از کارآزمودگان بیماری‌های عفونی به رهبری Franklin Cockerill, John Lieske, Virginia Miller شواهدی را بر پایه جداسازی نانو باکتری‌ها از شریان‌های انسان بیمار دچار به تصلّب شراین و سنگ کلیه ارائه نمودند. نتایج برآمده از تحقیقات این گروه در سال ۲۰۰۴ مورد تأیید قرار گرفت و به بازبینی تا سال ۲۰۰۶ به انتشار رسید.

### مشاهدات سال ۲۰۰۵
نتایج تحقیقات دکتر Laszlo Puskas در آزمایشگاه DNA ی دانشگاه Szeged مجارستان در سال ۲۰۰۵ استحصال نانو باکتری‌ها را مورد تأیید قرار داد. دکتر Puskas این نانوباکتری‌ها را از کشت‌های دیواره آئورتی انسان دچار به Atherosclerosis و نمونه‌های خونی بیماران دچار به تصلّب شراین بدست آورد. این نتایج در حالی بود که تیم پژوهشی دکتر Puskas موفق به شناسایی مادهٔ ژنتیک در این نمونه‌ها نشد.
نکتهٔ نگریستنی در رابطه با این پژوهش این است که این نتایج چندین سال پیش تر بدست همین گروه پژوهشی جهت انتشار تند در مجلهٔ نیچر در قالب «Letter to Editor» به دفتر این گاهنامه فرستاده شده بود که به علّت نبود شناسایی ماده ژنتیکی مورد پذیرش قرار نگرفت.
این گروه حین پژوهش بر روی ذرات کوچکتر از ۰٫۲ میکرومتر شواهدی غیر مستقیم در رابطه با خود همانندسازی این نانو ذرات بدست آوردند. مشاهدات آن‌ها بدست میکروسکوپ الکترونی ساختار همانند سلولی (Cell like appearance) این قطعات را آشکار کرد. آن‌ها همچنین باور داشتند این نانو باکتری‌ها قابلیت فرآوری RNA را نیز در شرایط جذب افراطی نوکلئوتید اوریدین (بیش از مقدار جذب طبیعی بدست کریستالهایی همانند آپاتیت) دارند. بهره‌گیری از آنتی‌بادی‌های فرآوری شده بدست پژوهشگران فنلاندی اتّصال این نانو باکترها را به بافت‌های شریانی آشکار ساخت.

### نتایج منتشر شده از سوی ناسا: فوریه ۲۰۰۵
تیم پژوهشی دکتر Ciftcioglu در ناسا که بر روی علّت پایه‌ریزی تند سنگ‌های کلیه در فضانوردان کار می‌کردند، افزایش سرعت تکثیر نانو باکتری‌ها در شرایط Microgravity را عامل اصلی پایه‌ریزی تند سنگ کلیه شناسایی نمودند. آن‌ها از یک بیوراکتور همانند ساز مسافرت‌های فضایی جهت کشت نانو باکتری‌ها بهره‌گیری کردند. نتایج برآمده از این آزمایش نشان داد تکثیر نانو باکتری‌ها در یک پیرامون با کشش اندک ۵ برابر سرعت تکثیر آن‌ها در کشش زمین است. این پژوهش لزوم بررسی جمعیت نانو باکتریایی بدن فضانوردان را پیش از مسافرت‌های فضایی مورد پافشاری قرار داد.

### مشاهدات سال ۲۰۰۶
در ماه نوامبر سال ۲۰۰۶ میلادی کمپانی Nanobac Pharmaceuticals نخستین فیلم ویدئویی از ذرات در حال کلسیفیه شدن را با بهره‌گیری از میکروسکوپ‌های روشنی بالای شرکت نیکون منتشر کرد. این ویدئو افزون بر ذرات یاد شده وجود گونه‌های دکلسیفیه‌کننده (decalcifying agents) را که وظیفهٔ انحلال ساختارهای کلسیفیه شده و کریستال‌های غیر آلی را بر دوش داشتند، را نیز آشکار کرد.
پیش از ارائهٔ این فناوری جدید از سوی شرکت Aetos Technologies که پیگیری real time نانو ذرات کلسیفیه شده(CNPs) را ممکن ساخت، مشاهدهٔ مکانیسم‌های حیاتی بدست میکروسکوپ الکترونی نشدنی بود.

## ویژگی‌های همگانی نانو باکتری‌ها
نانو باکترها گونه‌هایی عفونی با توانایی فرآوری مواد معدنی هستند. این دسته از باکتری‌ها جزء طبقهٔ باکتری‌های گرم منفی کند رشد دسته‌بندی می‌شوند که از راه فرایندهای استریلیزاسیون نابود می‌گردند. این میکروارگانیسم هادر خون گاو و انسان، مایع ادرار و سنگ‌های کلیه فراوان یافت می‌شوند. به علّت ساختار ۱۶s دی.ان. ای ریبوزومی، آن‌ها به زیرگروه پروتئوباکترهای آلفا-۲ که دربرگیرنده گونه‌های Brucella و Bartonella می‌باشد تعلّق دارند و قطر سلولی آن‌ها در نزدیک ۰٫۲ تا ۰٫۵ میکرون می‌باشد. ویژگی بی‌همتا این دسته از باکتری‌ها قابلیت آن‌ها در پایه‌ریزی کریستال‌های کربنی شدهٔ آپاتیت با PH خنثی در غلظت‌های فیزیولوژیک فسفات و کلسیم است.
معدنی شدن بیرون سلولی (Extra Cellular Mineralization) پوستهٔ نگهبان سختی را برای آن‌ها فراهم می‌آورد که تحمّل تنش‌های فیزیکی سختی را که برای دیگر گروه‌های باکتریایی مرگ‌آور است، ممکن می‌سازد. بر اساس نتایج پژوهش‌های پژوهشگران فنلاندی، آپاتیت سنتز شده بدست نانو باکتری‌ها با پایه‌ریزی یک هسته مرکزی فسفات-کلسیم و جذب دیگر ترکیبات کریستالی نقش عمده‌ای را در پیدایش سنگ‌های کلیه ایفا می‌کنند. نانوباکتری‌ها به نام عامل اصلی دخیل در بیماری‌های برآمده از فرایندهای معدنی شدن زیستی محسوب می‌شوند. هم‌اکنون پژوهشگران در حال کوشش برای جداسازی ژنوم متعلّق به نانوباکترها هستند.
البته گروهی نیز آن‌ها را بیون‌ها (یون‌های زیستی) نامیدند.